# Заґожиці (Куявсько-Поморське воєводство)
Заґожиці (пол. Zagorzyce) — село в Польщі, у гміні Радзеюв Радзейовського повіту Куявсько-Поморського воєводства.
Населення — 226 осіб (2011).
У 1975-1998 роках село належало до Влоцлавського воєводства.

## Демографія
Демографічна структура станом на 31 березня 2011 року:
|          | Загалом | Допрацездатний вік | Працездатний вік | Постпрацездатний вік |
| -------- | ------- | ------------------ | ---------------- | -------------------- |
| Чоловіки | 113     | 26                 | 75               | 12                   |
| Жінки    | 113     | 23                 | 65               | 25                   |
| Разом    | 226     | 49                 | 140              | 37                   |